# Benjamin Kuku
Benjamin Thomas Kuku (sinh ngày 8 tháng 3 năm 1995) là một cầu thủ bóng đá chuyên nghiệp người Nigeria hiện đang thi đấu cho câu lạc bộ Sông Lam Nghệ An tại V.League 1 ở vị trí tiền đạo.